# جینو سورینی
جینو سورینی (به ایتالیایی: Gino Severini) (۱۸۸۳-۱۹۶۶) در پاریس زندگی می‌کرد و با تحولات کوبیسم و فوتوریسم آشنا بود. او همانند بوتچونی یکی از با استعدادترین فوتوریست‌ها بود، این امر از تابلوهای شاد و مهم او در جنبش فوتوریسم پیدا بود.
شالودهٔ ترکیب بندی‌های او پخ کاری کوبیسمی است که در داخل منحنی‌های بزرگ‌تر و مواج به حرکت در می‌آید. رنگهای اکثر تابلوهایش چسباننده و براق همراه را اسلوب‌های فوتوریستی که فضای آثارش را در مدرنیته به نمایش می‌گذاشت، نمود می‌یافت. رنگ‌های او بیشتر از این که تیره و کدر مانند رنگ‌های فوتوریست‌ها باشد روشن و براق به شیوهٔ اکسپرسیونیست هاست و به جای کار با قلم مو، به کار با کاردک برای تکه‌تکه آنها می‌پردازد. ولی در کل توزیع رنگ‌ها بر پیکرهٔ کلی تابلوهایش و همین طور روش‌ها و درونمایه‌های فوتوریستی بر کارهایش حکمفرما است.
احساس تکه‌تکه شده اش، در پیکرهٔ تابلوهایی که در فاصلهٔ زمانی سالهای ۱۹۱۴ تا ۱۹۲۲ به تصویر کشیده شده، در نقاش‌های کوبیستی سورینی پایداری می‌کند. بخصوص با نگاه کردن به تابلوی معروفش قطار صلیب سرخ که در سال ۱۹۱۲ با مطالعهٔ متروی پاریس شروع به کشیدنش کرد.